# Melbourne Ballpark
Melbourne Ballpark (dawniej znane jako Altona Stadium) – wielofunkcyjny stadion sportowy w dzielnicy Altona w Melbourne (Wiktoria, Australia). Pojemność stadionu wynosi 3900 miejsc. Stadion posiada trawę syntetyczną (model AstroTurf). Używany głównie dla meczów baseballu oraz softballu. Gościł także zawody na żużlu.